# St. Michael (Schatzhofen)

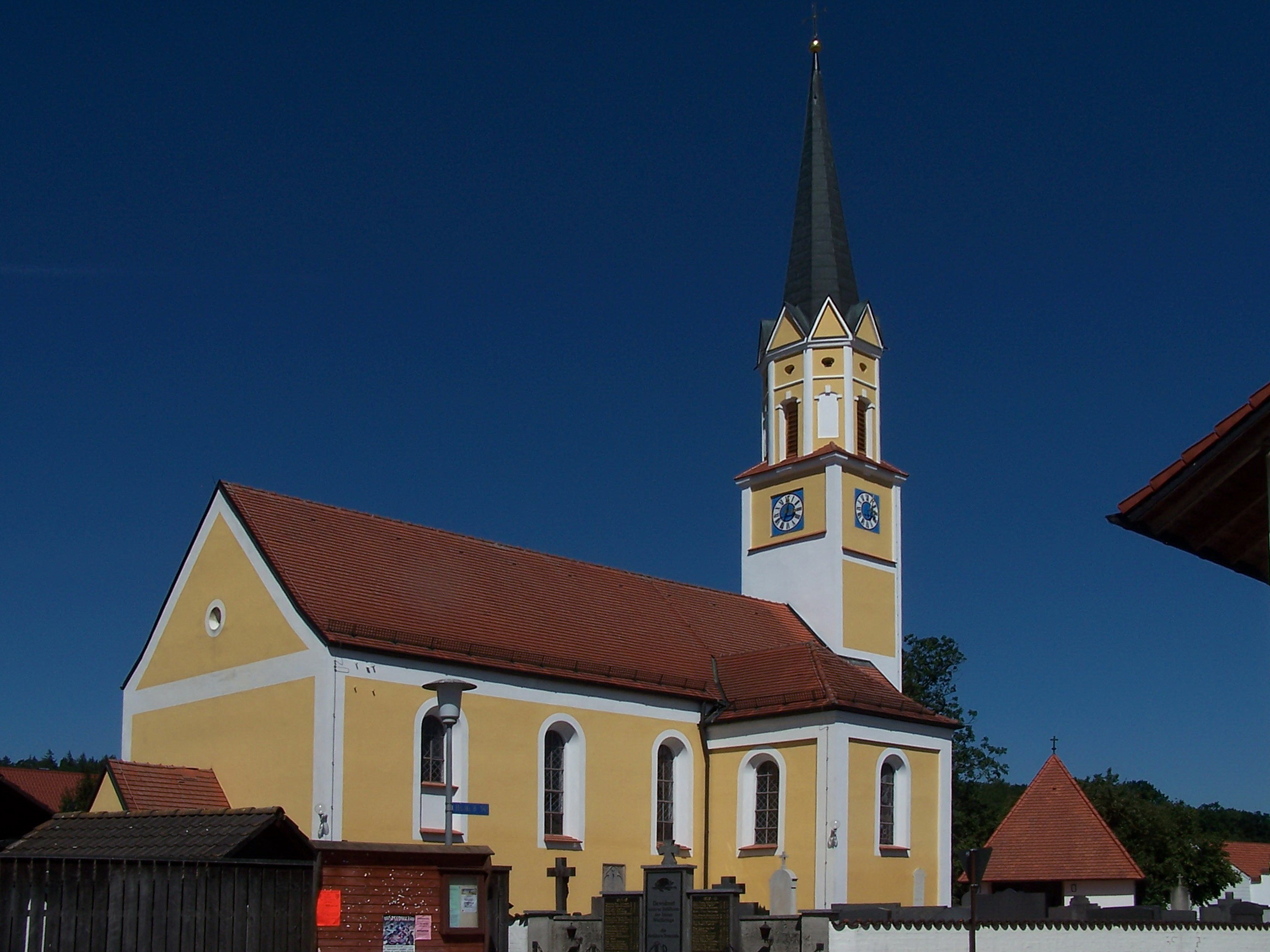
Außenansicht der Pfarrkirche St. Michael von Südwesten

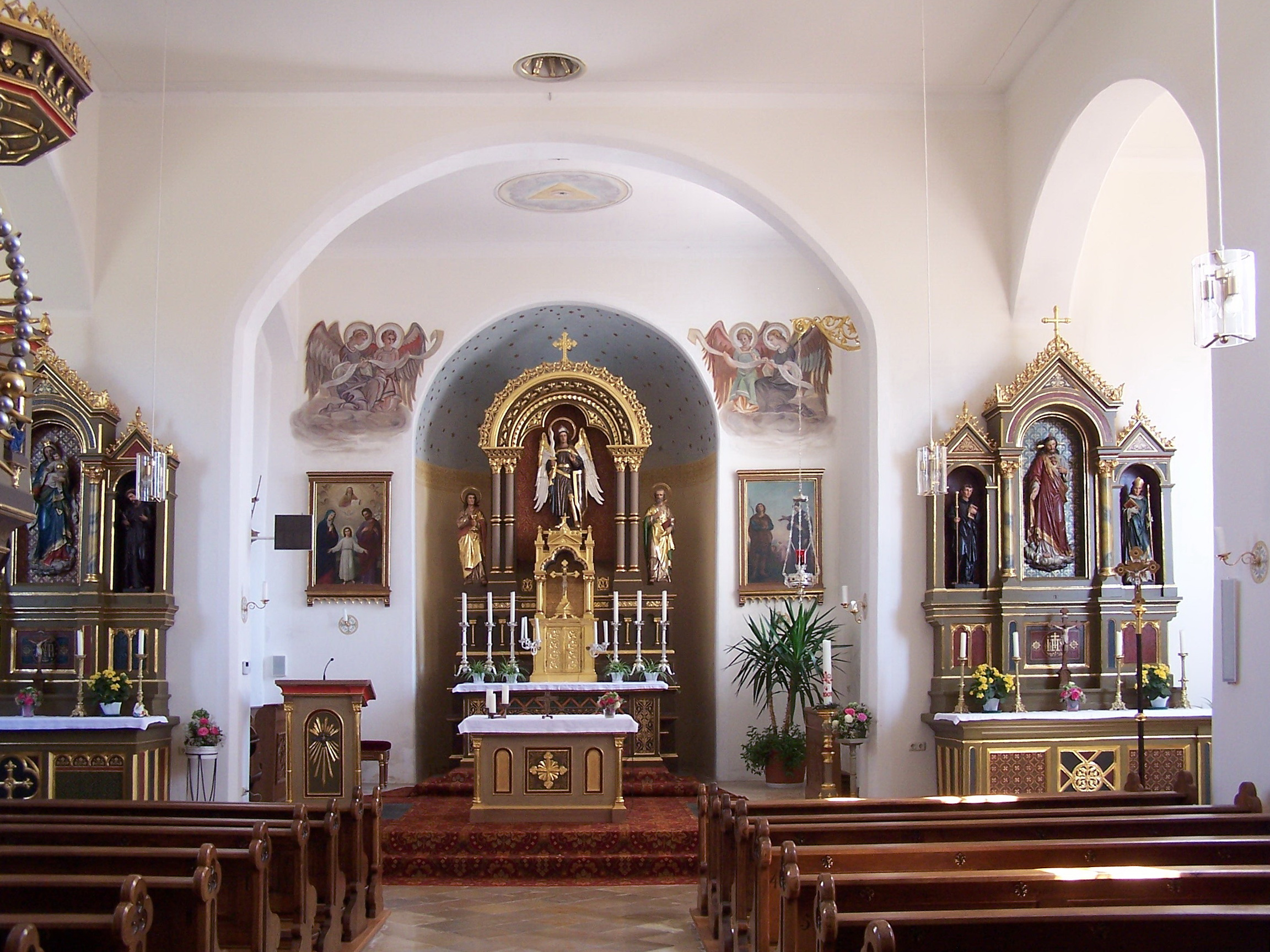
Innenraum

Die römisch-katholische Pfarrkirche St. Michael in Schatzhofen, einem Ortsteil der Gemeinde Furth im niederbayerischen Landkreis Landshut, ist im Kern eine romanische Chorturmkirche, die 1687/88 barockisiert und um das heutige Langhaus nach Westen erweitert wurde. In den Jahren 1851/52 wurde das Querschiff angebaut. Im letzten Viertel des 19. Jahrhunderts erhielt die St. Michael seine heutige neuromanische Ausstattung. Das Gotteshaus ist als Baudenkmal mit der Nummer D-2-74-132-9 beim Bayerischen Landesamt für Denkmalpflege eingetragen.
Die Pfarrei St. Michael in Schatzhofen bildet – gemeinsam mit Pfarrei St. Sebastian in Furth – die Pfarreiengemeinschaft Furth–Schatzhofen.

## Geschichte
Die Pfarrei Schatzhofen zählt zu den sogenannten Urpfarreien im Raum Landshut. Die Gründung erfolgte bereits im 9. Jahrhundert nach Christus durch Theodolinde, eine Tante des adligen Abtes Richpald. Dieser taucht in den Geschichtsbüchern der näheren Umgebung häufiger auf. Der erste, wohl hölzerne Kirchenbau wurde bei den Ungarnstürmen Mitte des 10. Jahrhunderts zerstört.
Die heutige Pfarrkirche geht auf einen romanischen Steinbau zurück, der im 12. Jahrhundert als Wehrkirche errichtet wurde. Davon zeugen noch die bis zu zwei Meter starken Wände der halbrunden Apsis und des romanischen Kirchenschiffs, das heute den Chor bildet. Auch der Unterbau des Turmes, der mit einem romanischen Rundbogenfries verziert ist, stammt aus dieser Zeit. Ferner geht das Patrozinium des heiligen Michael (Gedenktag: 29. September) auf die romanische Zeit zurück, da dieser damals häufig um Schutz und Hilfe angefleht wurde.
In der Stilepoche der Gotik wurden keine baulichen Veränderungen vorgenommen. Eine wesentliche Veränderung erfuhr das Kirchengebäude bei der Barockisierung in den Jahren 1687/88, die von dem Landshuter Maurermeister Victor Thoni ausgeführt wurde. Dabei wurde die Kirche nach Westen erweitert, indem das heutige Langhaus angebaut wurde. Das deutlich kleinere romanische Langhaus dient seither als Altarraum. Nördlich daran wurde eine neue Sakristei angebaut. Dieser Maßnahme folgten im 18. Jahrhundert lediglich kleinere Renovierungsarbeiten, zum Beispiel 1700 durch den Landshuter Maurermeister Georg Schaue und 1770 durch den Pfeffenhausener Maurermeister Jakob Widman. Bereits 1730 hatte der Maurer Michael Ruelandt aus Furth auf der Westseite des Langhauses das bis heute bestehende Vorzeichen errichtet.
In den Jahren 1851/52 fügte der Landshuter Baumeister Johann Bernlochner das Querschiff an. Ab 1875 erfolgte die prägende Umgestaltung des Innenraums im neuromanischen Stil. Neben neuen Altären und einer neuen Kanzel fügte man im Chorraum auch zwei farbige Fenster ein. Außerdem wurde zu dieser Zeit die barocke Zwiebelhaube durch den heutigen Turmhelm ersetzt. Die letzte umfassende Renovierung erfolgte von 1999 bis 2002.

## Architektur

### Außenbau
Die Kirche hat seit dem Umbau Mitte des 19. Jahrhunderts einen kreuzförmigen Grundriss. Im östlichen Kreuzesarm, bestehend aus dem romanischen Kirchenschiff und der ebenfalls romanischen, eingezogenen Apsis, ist heute der Chorraum untergebracht. Dieser ist mit dem westlichen Kreuzesarm, dem dreijochigen, barocken Langhaus, unter einem Satteldach vereinigt. Die beiden Arme des Querschiffs nach Norden und Süden haben deutlich niedrigere, abgewalmte Dächer. An der Nordseite des Chores ist die Sakristei angebaut. Westlich am Langhaus ist eine Vorhalle angebaut. Der gelb getünchte Bau wird durch weiße Lisenen und rundbogige Fensteröffnungen gegliedert.
Da sich der Turm über der Apsis erhebt, kann das Gotteshaus als Chorturmkirche bezeichnet werden. Am Außenbau der Apsis sind ein kleines romanisches Rundbogenfenster und ein Rundbogenfries als Stilelemente des ursprünglichen Baus erhalten. Der Turm erhebt sich über einem quadratischen Unterbau, der von Rundbogenblenden aufgelockert wird, und besitzt einen Achteckaufsatz, der mittels acht kleiner Dreiecksgiebel in einen Spitzhelm übergeht.

### Innenraum
Der Zugang zum Kircheninneren erfolgt durch eine stichbogiges Portal auf der Westseite des Langhauses. Der Innenraum wird von einer Flachdecke überspannt, die Mitte des 19. Jahrhunderts eingezogen wurde. Der Apsis ist in der Halbkuppel gewölbt. Der Chorbogen sowie die Übergänge zwischen dem Langhaus und den Querschiffarmen sind rundbogig. Im rückwärtigen Langhausjoch ist eine Orgelempore mit gerader Brüstung und zwei Treppenaufgängen eingezogen.

## Ausstattung

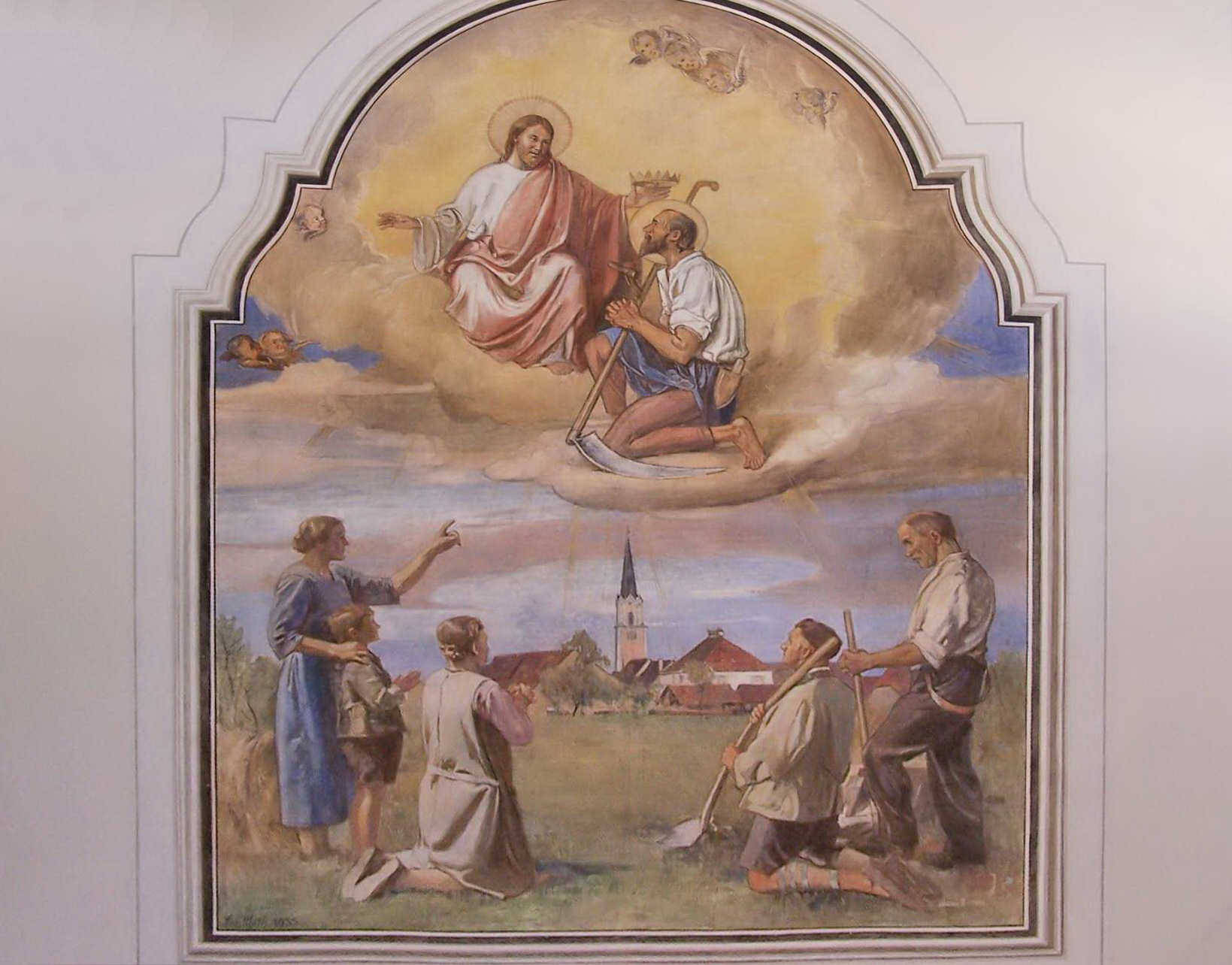
Deckengemälde im Langhaus

### Deckengemälde
Das Deckengemälde im Langhaus wurde im Jahr 1935 von Fritz Muth geschaffen. Es zeigt in der unteren Bildhälfte Bauersleute, die bei ihrer Feldarbeit vor Schatzhofen innehalten und beten. Die Ursache für das stille Gebet ist in der oberen Bildhälfte dargestellt: Der heilige Isidor, dargestellt mit der Sense als seinem Attribut, wird von Jesus Christus im Himmel empfangen und mit einer goldenen Krone ausgestattet. Dieses Gemälde nimmt Bezug auf das Schatzhofener Pfarrleben, da hier eine der wenigen bis heute bestehenden Isidor-Bruderschaften Deutschlands angesiedelt ist.

### Hochaltar
In der Apsis befindet sich der neuromanische Hochaltar, dessen rundbogig abschließender Aufbau von zwei Säulenpaaren getragen wird. In der so gebildeten Nische befindet sich eine große Figur des Kirchenpatrons, des Erzengels Michael, mit Schild und Flammenschwert. Als Seitenfiguren fungieren der Evangelist Johannes (links) und der „Apostelfürst“ Petrus (rechts). Außerdem enthält der Altar einen großen, vergoldeten Tabernakel mit silbernen Leuchterarmen.

### Seitenaltäre
Die beiden als Pendants angelegten Seitenaltäre sind ebenfalls neuromanisch und enthalten jeweils drei Figurennischen. Der nördliche (linke) Seitenaltar enthält in der Mittelnische eine Figur der Mutter Gottes mit dem Jesuskind, seitlich die Heiligen Franz Xaver (links) und Franz von Assisi (rechts). Am südlichen (rechten) Seitenaltar befindet sich in der Mittelnische eine Herz-Jesu-Figur. Links ist ein heiliger Mönch, rechts ein heiliger Bischof dargestellt, die jedoch nicht genauer zu bestimmen sind.

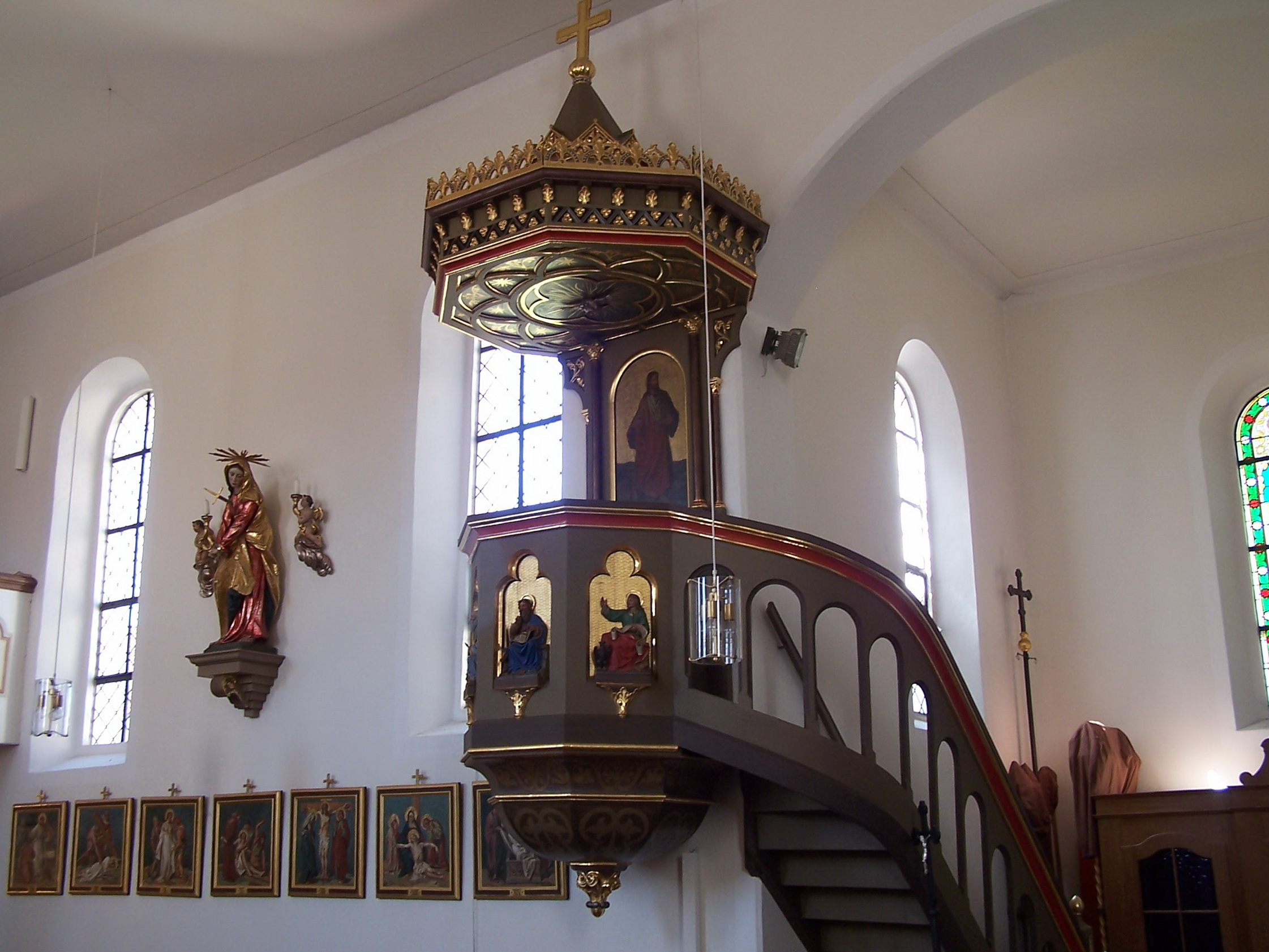
Kanzel

### Kanzel
An der nordwestlichen Ecke der Vierung ist die neuromanische Kanzel mit Schalldeckel angebracht. An dem oktogonalen Kanzelkorb befinden sich Halbreliefs der vier Evangelisten, an der Rückwand ist Jesus als Guter Hirte dargestellt.

### Übrige Ausstattung
An der Südwand des Langhauses, gegenüber der Kanzel, flankieren die Pestpatrone Sebastian (links) und Rochus (rechts) auf Wandkonsolen ein Missionskreuz. Weitere Figuren befinden sich in den Querschiffarmen: nördlich der heilige Antonius von Padua, südlich der heilige Konrad von Parzham. An der nördlichen Langhauswand ist eine Figur der Mater Dolorosa angebracht. Gerahmte Bilder im Nazarenerstil im Chorraum stellen links die Heilige Familie, rechts die Heiligen Isidor von Madrid und Franz Xaver dar. Erwähnenswert ist außerdem eine barocke Rosenkranzmadonna.
An der Emporenbrüstung ist mittig ein Gemälde der heiligen Cäcilia, Patronin der Kirchenmusik, eingerahmt von zwei musizierenden Engeln, zu sehen. Zu beiden Seiten des Gemäldes steht folgender Spruch: Gloria in excelsis Deo! / Ehre sei Gott in der Höhe / u. Friede den Menschen auf Erden, / die eines guten Willens sind! Außerdem befindet sich in der Kirche eine Täufergruppe aus der Zeit um 1780. Diese wurde von der Werkstatt des berühmten Landshuter Bildhauers Christian Jorhan d. Ä. geschaffen.

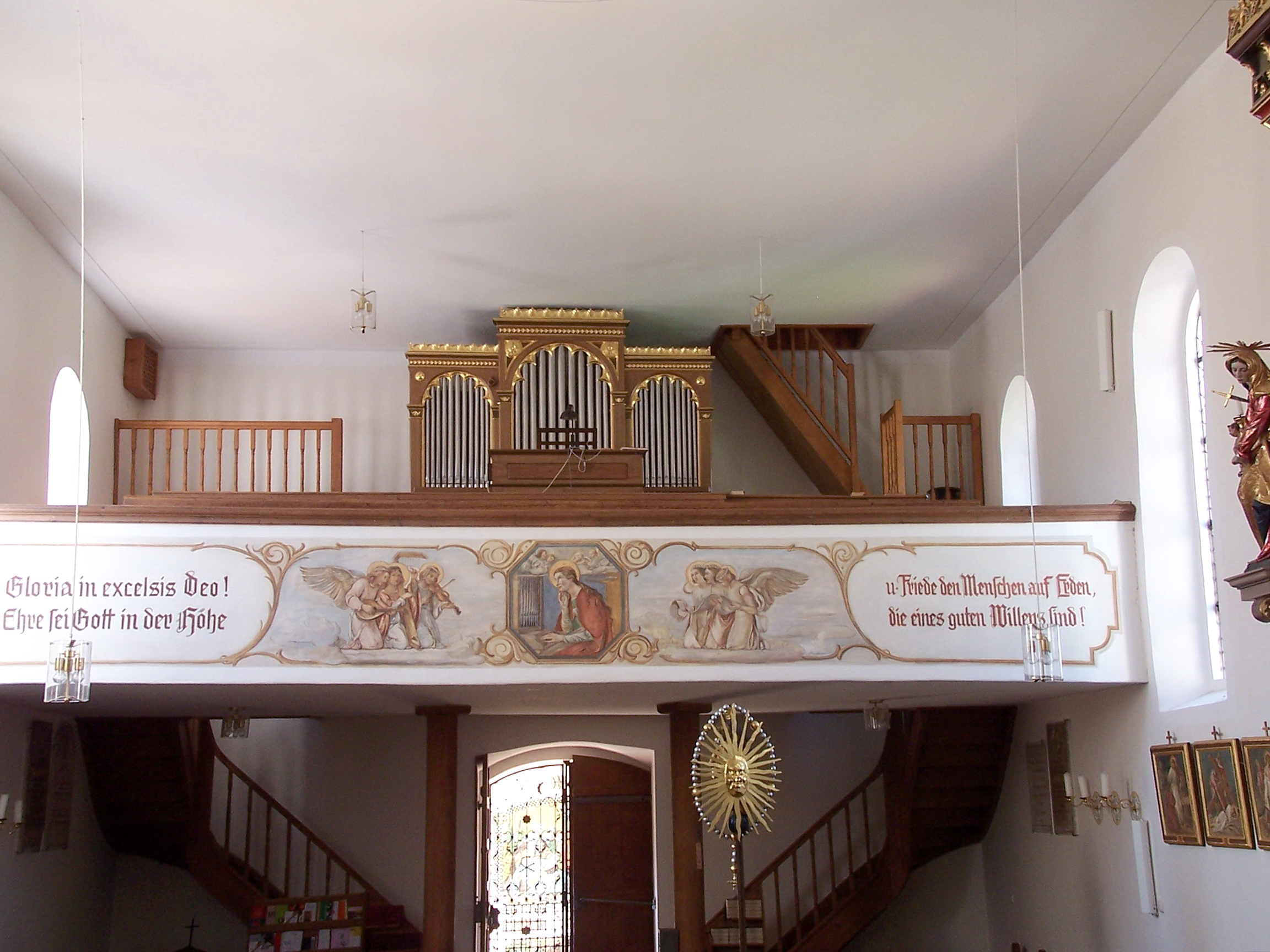
Blick zur Orgelempore

### Orgel
Die Orgel der Schatzhofener Pfarrkirche wurde 1892 von dem Münchner Orgelbauer Franz Borgias Maerz geschaffen. Das Kegelladeninstrument mit mechanischen Spiel- und Registertrakturen umfasst sieben Register auf einem Manual und Pedal. Diese sind hinter einem neuromanischen Prospekt angeordnet und werden von einem freistehenden Spieltisch aus bedient. Die Disposition lautet wie folgt:
| I Manual C–f3 |                |       |
| 1.            | Principal      | 8′    |
| 2.            | Salicional     | 8′    |
| 3.            | Gedackt        | 8′    |
| 4.            | Octav          | 4′    |
| 5.            | Traversflöte 0 | 4′    |
| 6.            | Mixtur         | 2 ⁄3′ |

| Pedal C–d1 |          |     |
| 7.         | Subbaß 0 | 16′ |

- Koppel: I/P

## Bildergalerie

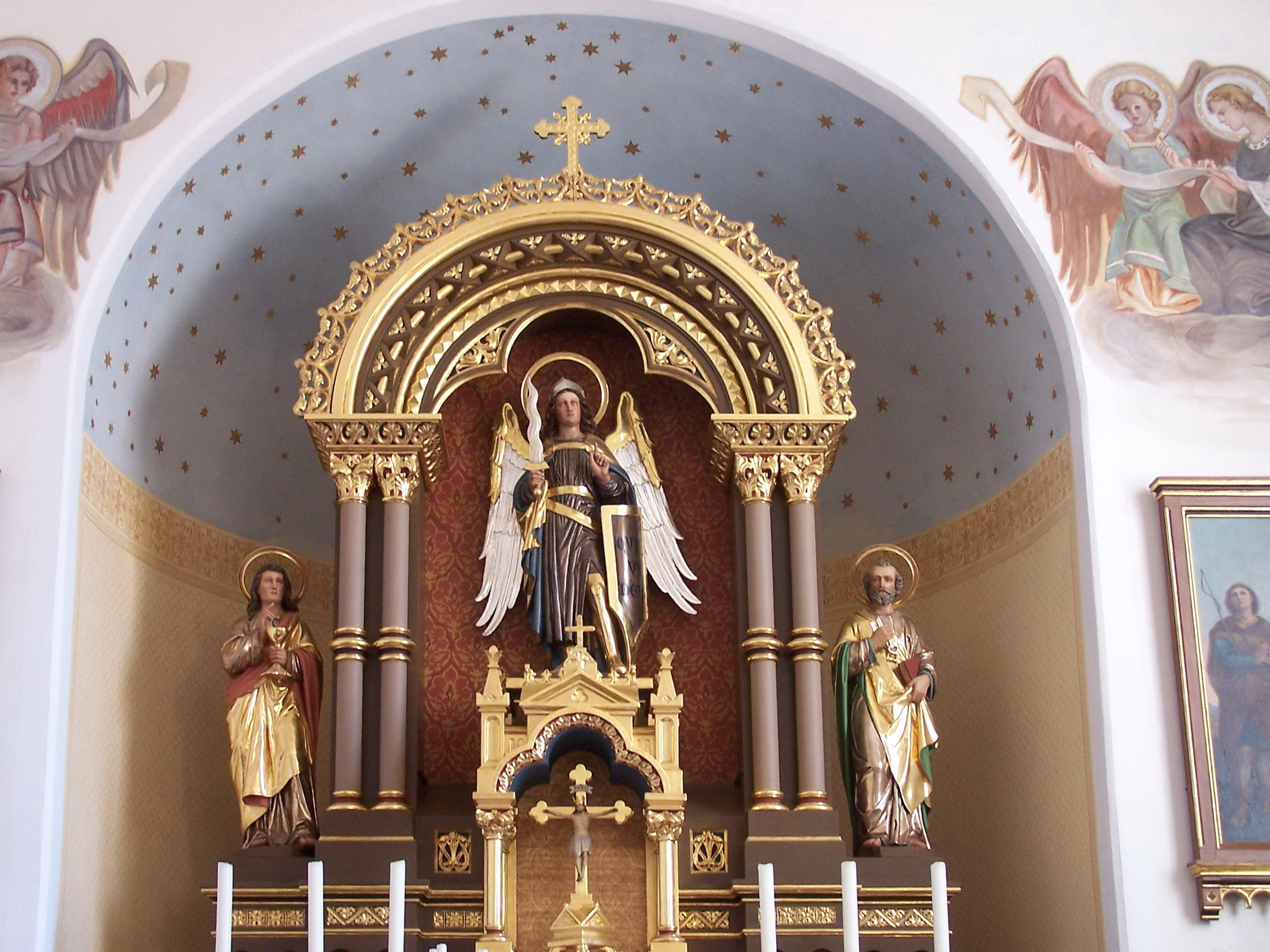
Hochaltar
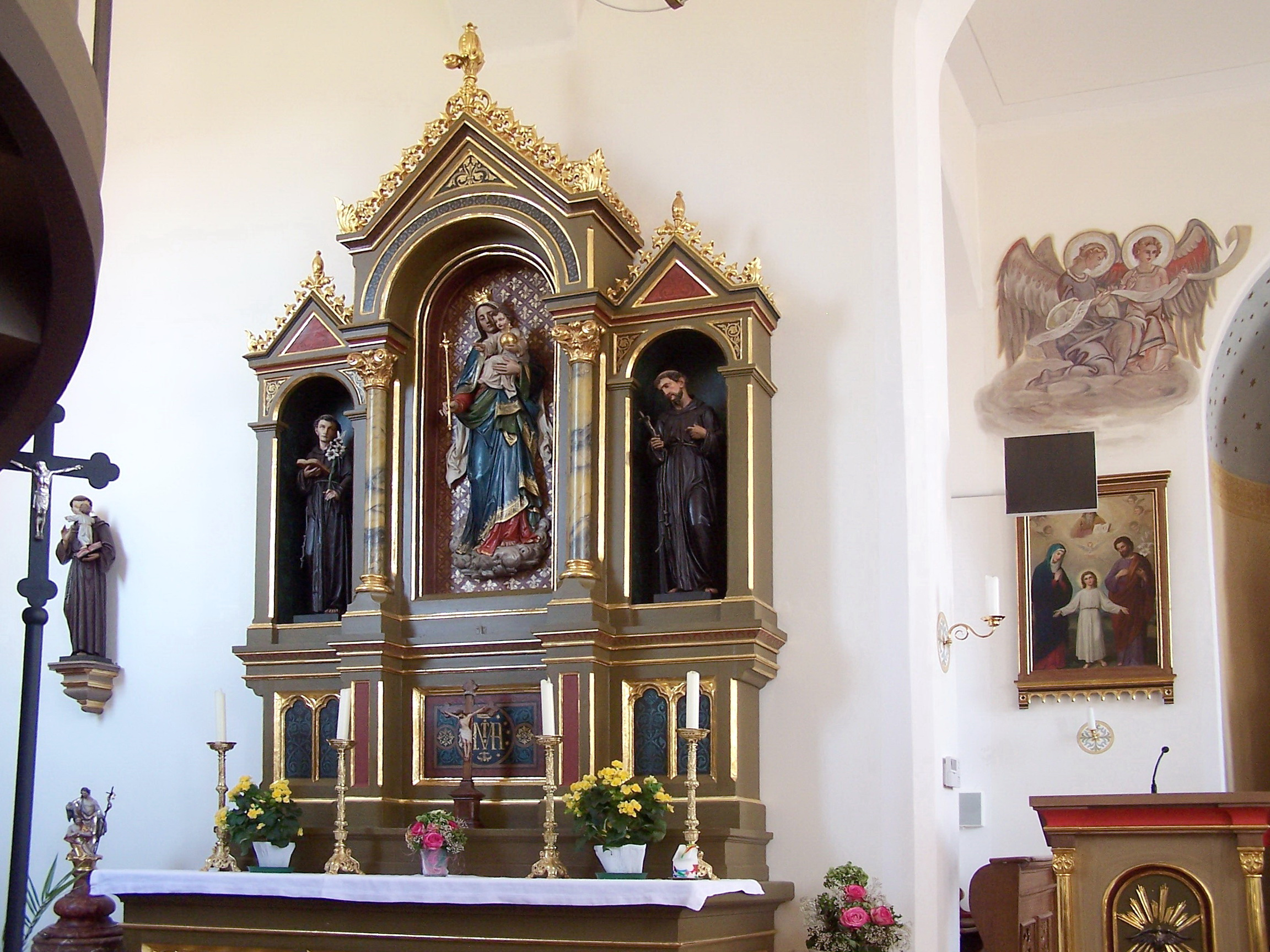
Linker Seitenaltar
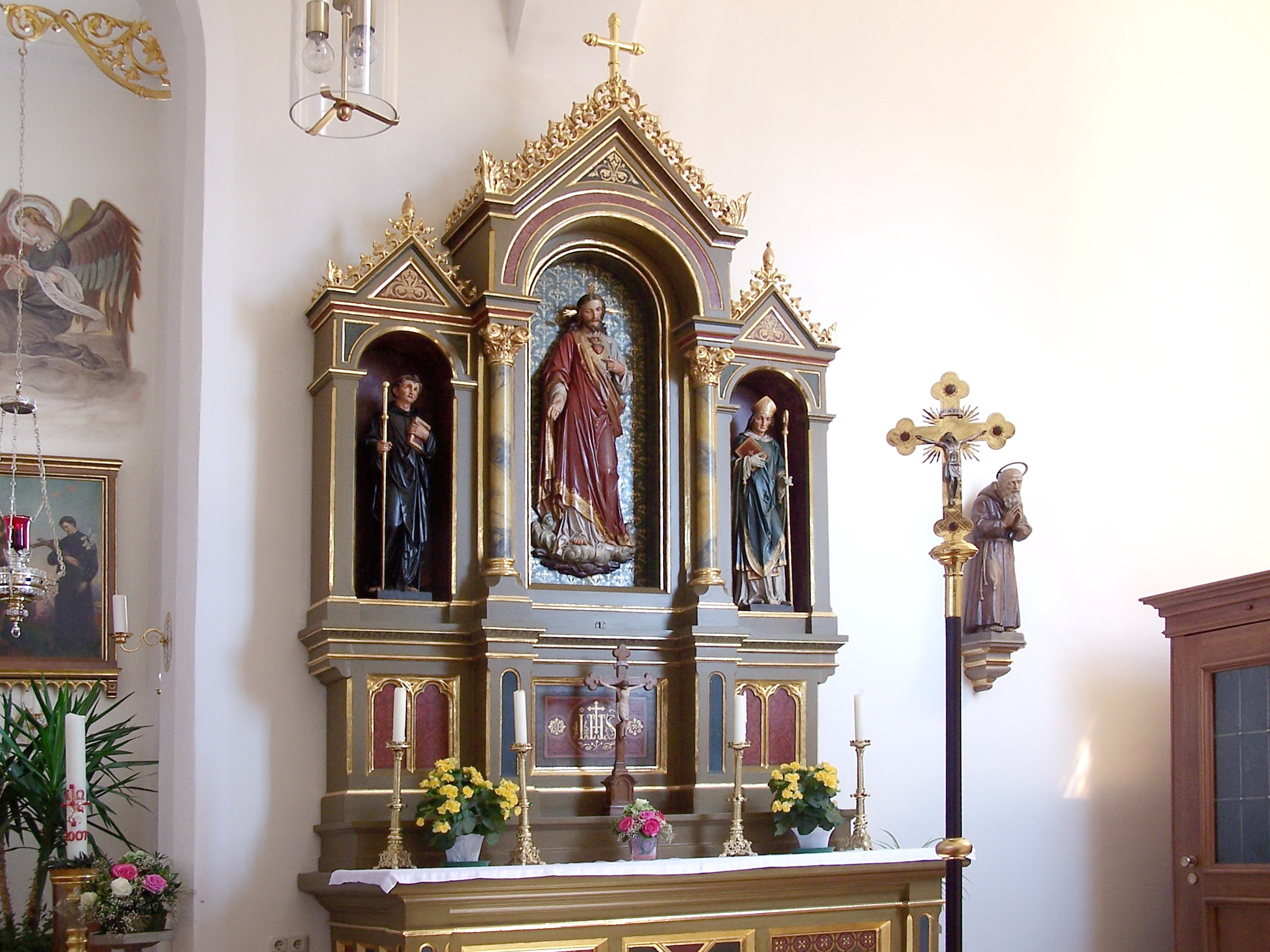
Rechter Seitenaltar
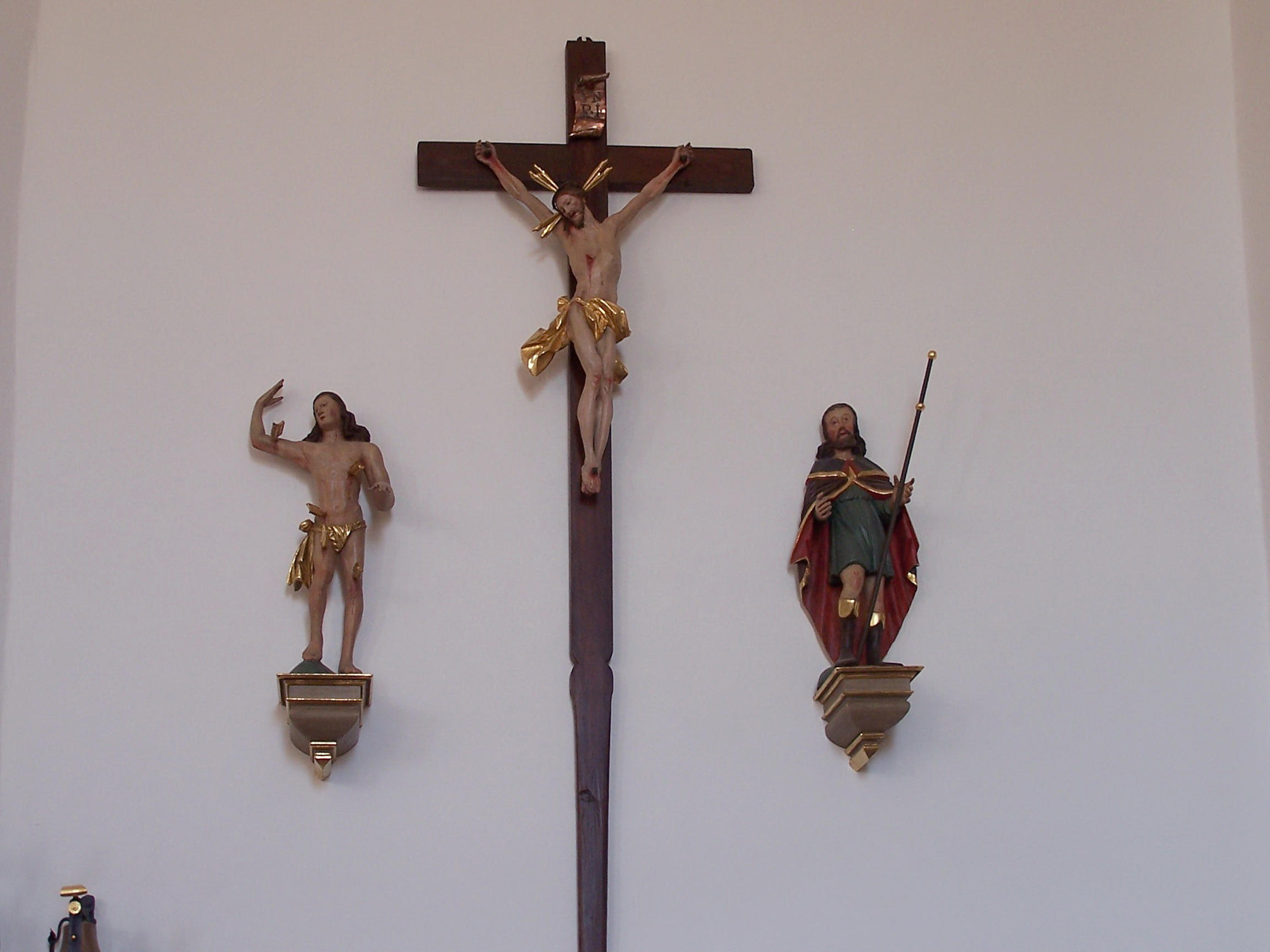
Missionskreuz mit Figuren der Heiligen Sebastian und Rochus
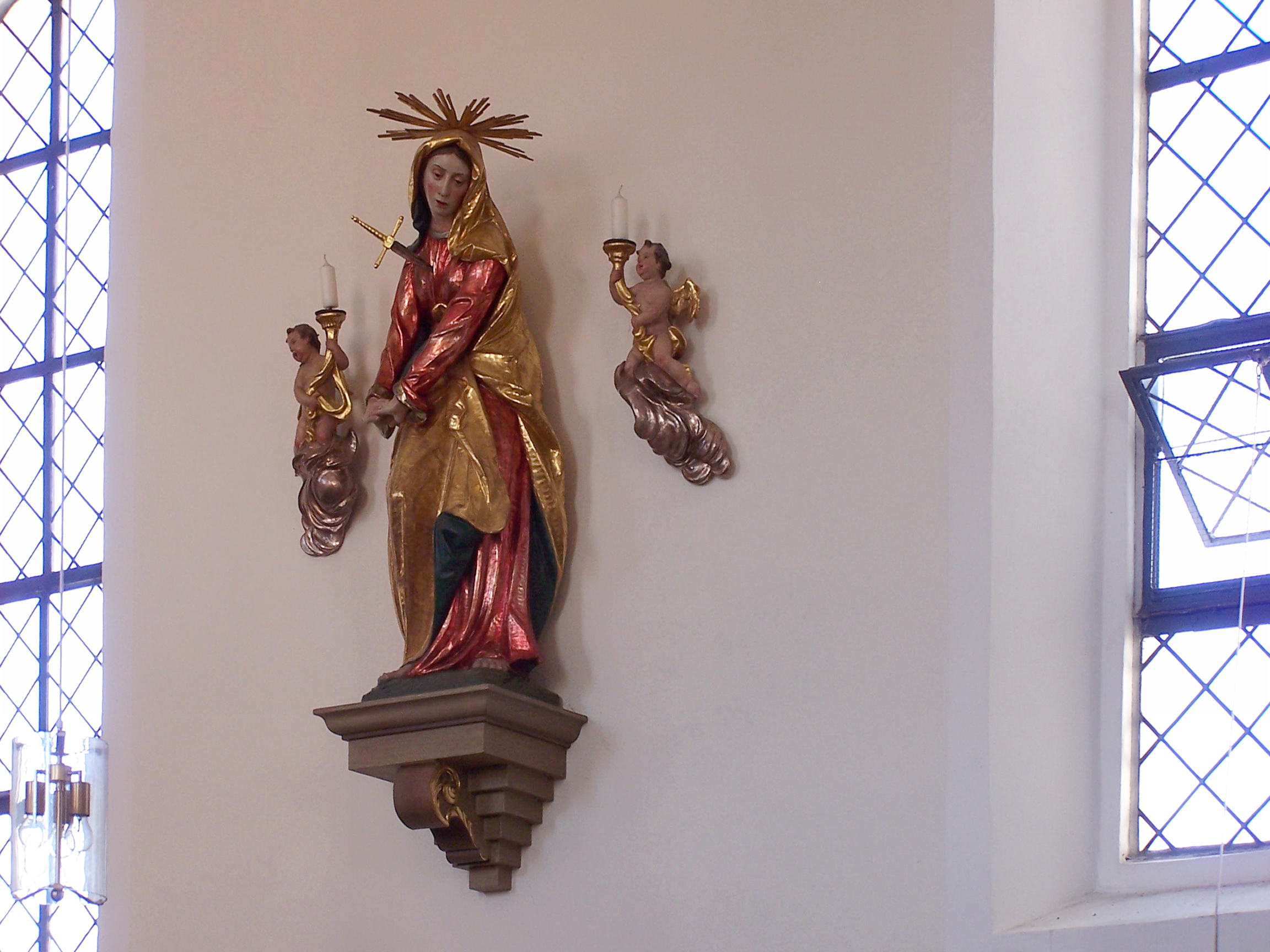
Figur der Mater Dolorosa